# Luís Cruls
Luís Cruls o Luíz Cruls o Louis Ferdinand Cruls (Diest, 21 de enero de 1848 - París, 21 de junio de 1908) fue un astrónomo y geodesta belgabrasileño. Fue Director del Observatorio Nacional de Brasil entre 1881 y 1908, dirigió la comisión encargada del estudio y selección de un futuro sitio para la capital de Brasil en la Meseta Central (la denominada Misión Cruls), y fue codescubridor del Gran Cometa de 1882. Cruls también fue un defensor activo de los esfuerzos para medir con precisión el paralaje solar y con ese fin dirigió un equipo brasileño en sus observaciones del tránsito de Venus de 1882 en Punta Arenas, Chile.

## Biografía
Cruls nació en 1848 en Diest, Bélgica, hijo de Philippe Augustin Guillaume Cruls (ingeniero civil) y Anne Elizabeth Jordens. De 1863 a 1868, estudió ingeniería civil en la Universidad de Gante. En 1869 emprendió una formación como ingeniero y oficial militar, graduándose como teniente segundo. Cruls sirvió en el ejército belga, alcanzando el rango de teniente primero, hasta 1873 o 1874.
Probablemente inspirado por amigos brasileños en la Universidad (incluido Caetano de Almeida Furquim, un colega ingeniero), Cruls renunció a su cargo y partió hacia Brasil el 5 de septiembre de 1874. Durante la travesía transatlántica en el vapor Orénoque, Cruls conoció y se hizo amigo de Joaquim Nabuco, periodista y abolicionista, y también hijo de José Thomas Nabuco, un influyente político brasileño.
Unas semanas después de la llegada de Cruls a Brasil, Joaquim Nabuco y su padre hicieron arreglos para que fuera presentado a Pedro II, Emperador de Brasil, y más importante aún, para que se reuniera con Buarque de Macedo, director general del Ministerio de Obras Públicas. Este último encuentro llevó a que Cruls fuera contratado como ingeniero por la Comisión de la Carta General del Imperio (Comissão da Carta Geral do Império)  en la sección de Geodesia.
En enero de 1875, Cruls debió a regresar a Bélgica por motivos familiares. La Comisión aprovechó el inesperado retorno a Europa de Cruls como una oportunidad y le asignó la tarea de ayudar al embajador brasileño en la coordinación de la recepción y transporte de instrumentos geodésicos que la Comisión había comprado previamente. Mientras estuvo en Europa, publicó su primer artículo importante, Discusión de los métodos de repetición y reiteración empleados en geodesia para los ángulos, monografía que analizaba distintos métodos utilizados entonces para fijar puntos geográficos mediante triangulación. Este trabajo le granjeó a Cruls el respeto de Emmanuel Liais, director del Observatorio Imperial de Río de Janeiro, quien más tarde lo contrataría en 1877. Cruls regresó a Brasil en junio de 1875 y continuó su trabajo con la Comisión hasta su disolución.
Cruls se casó con María Margarida de Oliveira el 26 de mayo de 1877. El matrimonio estableció su hogar en el barrio carioca de Laranjeiras y tuvieron seis hijos: Edmée, Stella, Sylvie, Maria Luísa, Henri (que murió cuando era niño) y Gastão. Gastão Cruls no solo crecería para seguir los pasos de su padre para convertirse en astrónomo y geógrafo, sino que también tendría una exitosa carrera como escritor, publicando novelas y no ficción.
En diciembre de 1877, Emmanuel Liais nombró a Cruls en la Comisión de Longitud, un puesto en el Observatorio Imperial  (después de que Brasil se convirtiera en república en 1889, el nombre del Observatorio fue cambiado a Observatorio de Río de Janeiro, y en 1909, a Observatorio Nacional de Brasil, nombre con el que se lo conoce hoy). Bajo la tutela de Liais, Cruls produjo varias obras que le ayudaron a edificar una reputación como astrónomo a nivel internacional:

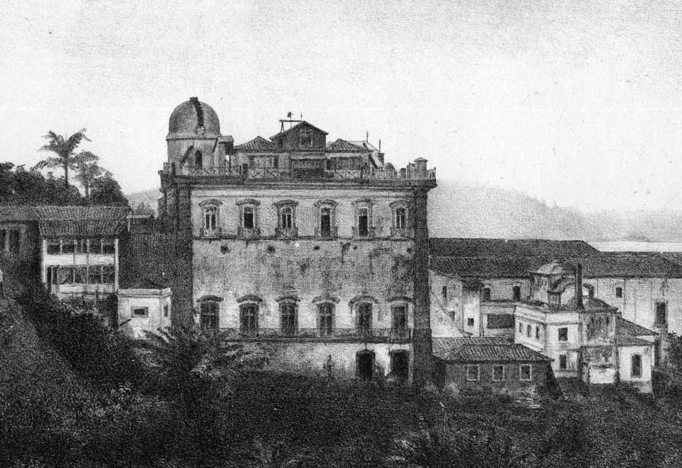
Observatorio Imperial de Brasil en 1882

- Nota sobre Marte,[13] una monografía sobre sus observaciones de las características de la superficie y la rotación de Marte durante su oposición de 1877.[5]
- Sobre las observaciones sobre el tránsito de Mercurio del 6 de mayo de 1878 [14] fue el primer artículo científico de Cruls publicado en la revista Comptes Rendus de la Academia de Ciencias de Francia, donde proporcionó estimaciones de los diámetros del Sol y Mercurio.[5]
- Nota sobre el sistema estelar 40 Eridani B (1879), en la que Cruls utilizó dos conjuntos de observaciones (tomadas a intervalos de seis meses) para determinar el paralaje de 40 Eridani B.[15][16]
- Probables movimientos orbitales de algunos sistemas binarios de los cielos australes [17] e Investigación espectroscópica sobre algunas estrellas no estudiadas,[18] ambos artículos aparecen en el mismo número de Comptes Rendus en 1880.

Cruls publicaría un total de 35 artículos, monografías y libros sobre astronomía durante su vida; la mayoría se publicaría en Comptes Rendus. En 1879, Cruls fue ascendido a astrónomo asistente, debido tanto a su trabajo en el Observatorio como al gran respeto que Liais tenía por sus capacidades científicas.
El 12 de febrero de 1881, a Cruls le fue conferida la ciudadanía brasileña por el emperador Pedro II. Cruls aprovechó la oportunidad para cambiar formalmente su nombre a "Luíz", la forma brasileña de "Louis", o "Luís". Unos meses más tarde, Emmanuel Liais dimitió y Cruls fue nombrado director interino del Observatorio Imperial. Liais se había desgastado por las acusaciones públicas de incompetencia científica y deshonestidad de Manoel Pereira Reis (un astrónomo al que había destituido como jefe de la Comisión de la Carta General del Imperio en 1878) y regresó a Cherburgo, Francia. Sin embargo, Pereira Reis transfirió su animosidad hacia Cruls y seguiría siendo un crítico persistente de Cruls y del Observatorio por el resto de su vida.

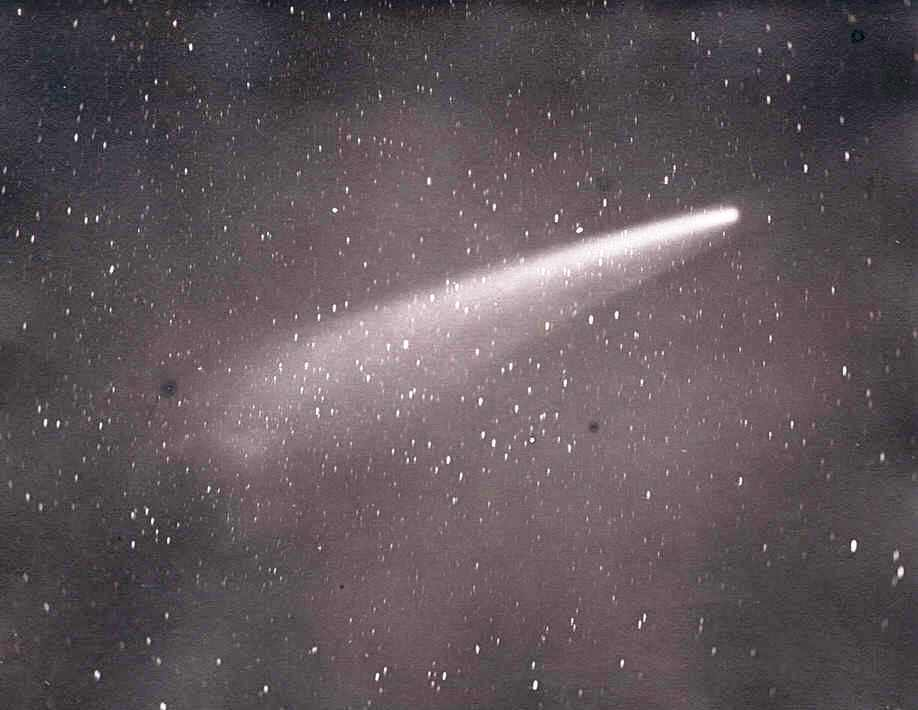
El gran cometa de 1882

En su Enciclopedia biográfica de astrónomos, Thomas Hockey cita 1882 como el annus mirabilis de Cruls. En ese único año, Cruls codescubrió el Gran Cometa de 1882, dirigió una expedición brasileña en observaciones del tránsito de Venus, y recibió el Premio Valz de la Academia Francesa de Ciencias.

## Legado
En el obituario de Cruls, Nature citó las observaciones de Cruls del tránsito de Venus en Punta Arenas en 1882 como uno de sus logros más importantes en la astronomía. En 1883, Cruls compartió el premio Valz con el astrónomo inglés William Huggins por su trabajo sobre el análisis espectral del gran cometa de 1882.
El cráter Cruls en Marte lleva su nombre en su honor. Los islotes Cruls en el archipiélago Wilhelm frente a la costa de la Península Antártica también llevan su nombre, al igual que el Refugio Astrónomo Cruls, una base de verano en la Antártida brasileña. Cruls también fue homenajeado en un sello postal en 1992 que celebraba el centenario de la Misión Cruls.